# Cedric Glover
Cedric McHenry Glover (Macon, 15 novembre 1966) è un ex cestista statunitense, professionista in Israele, Portogallo, Spagna e Argentina.